# Adelheid von Bortfeld
Adelheid von Bortfeld (* vor 1451; † um 1477) war von 1454 bis 1477 Priorin des Klosters in Heiningen.

## Leben und Wirken
Adelheid war die Tochter Heinrichs von Bortfeld aus der niedersächsischen Adelsfamilie von Bortfeld. Ihre Mutter hieß Elisabeth und war eine geborene von Saldern. Belegt ist, dass sie im Jahr 1451 dem Augustiner-Chorfrauenstift Heiningen angehörte und sich dort bei dem Sültepropst Berthold Ziegenmeier (auch Segenmeyer oder Semeyer) für die Durchführung einer Klosterreform nach dem Vorbild des Klosters Windesheim einsetzte. Von 1454 bis 1477 war sie dort als Priorin eingesetzt. Ihre Nachfolgerin wurde 1478 Adelheid Müller, die das Amt bis 1480 innehatte.
Ein kostbarer Jagd- oder Wappenteppich, der ihr von ihren Eltern mitgegeben wurde und vermutlich zu deren Hochzeit gefertigt worden war, zeigt neben Jagd- und Minneszenen die Wappen der Familien ihrer Eltern sowie die der Häuser von Steinberg und vom Haus. Dieser Teppich befindet sich in der Sammlung des St. Marienberger Klosters in Helmstedt und wird auf das Jahr 1430 datiert.